# Kolobarjenje
Kolobarjenje (tudi kolobar) je metoda, pri kateri se vrtnine letno premikajo po gredah v določenem zaporedju. Prednost je v preprečevanju razmnoževanja različnih talnih škodljivcev, ki napadajo točno določene vrste zelenjave. Če isto rastlino gojimo leta in leta na istem mestu, se radi razmnožijo škodljivci in bolezni.
Kolobarjenje je učinkovito tudi v drugih pogledih. Če prvo leto gojimo vrsto, ki povsem prekrije površino grede (npr. krompir), lahko naslednje leto gojimo vrsto, ki jo je težko pleti (npr. čebula). Če nameravamo saditi rastline, ki porabijo veliko dušika, predhodno leto posadimo metuljnice (npr. fižol, grah), ki vežejo dušik v zemljo.
Težje kolobarimo s trajnicami in rastlinami s kratko rastno dobo, ki jih uporabljamo kot vmesni posevek.
Če bi želeli, da bi bilo kolobarjenje najučinkoviteje, bi morali kolobariti na daljše obdobje kot na tri do štiri leta. Nekatere bolezni ostanejo v tleh celo dlje kot 20 let. Ravno tako je kolobarjenje problematično v majhnem vrtu, kjer so grede majhne in tesno skupaj. Škodljivci se lahko selijo skupaj z rastlino.
Ko oblikujemo načrt kolobarjenja, si najprej naredimo spisek glavnih vrtnin in približno količino, ki bi jo pridelovali. Na papir si naredimo razpredelnico (vrtnine v vrstah, meseci v stolpcih). V prazne prostore si označimo setvene čase in čas rasti za posamezne vrtnine. Vsaki skupini zelenjave določimo svojo gredo in označimo najpomembnejšo. Po mesečnem načrtu, ki ga imamo, določimo vrstni red. Načrt lahko uporabljamo ves čas, le vrtnine premikamo z ene grede na drugo. V preteklosti so kolobarili tudi tako, da so eno leto od treh pustili zemljišče neobdelano v t. i. prahi.